# Odorrana hainanensis
Odorrana hainanensis (лат.) — вид земноводных из семейства настоящих лягушек. Эндемик Юго-Восточной Азии: Китай (остров Хайнань: Jiangfenglian, Diaoluoshan, Wuzhishan, Yinggeling, Wanning). Длина самцов до 56 мм, самок 103 мм. Встречаются в мелких водоёмах, ручьях в тропических лесах и кустарниках на высотах от 200 до 900 м. Вид O. hainanensis был впервые описан в 2001 году китайскими зоологами (L. Fei, C.-y. Ye, C. Li, 2001). Близок лягушкам видов Odorrana margaretae и Odorrana andersonii.

## Описание
Голова вытянутая, морда округлая и слегка заострённая. Цвет спины от оливково-зелёного до коричневого, бока светло-зелёные с коричневыми и зелёными пятнами. Наружная сторона конечностей оливково-зеленая с примерно 5 фиолетовыми поперечными полосами. Кожа гладкая с бородавками по бокам тела и головы. Между глазами находится белый бугорок. 
Самцы имеют вторичные половые признаки: пару горловых мешков, утолщённые передние конечности и белую брачную мозоль на внутренней стороне основания первого пальца во время сезона размножения.